# Bobo & The Gang
Bobo & The Gang е българска хип-хоп група, създадена през 2010 г.

## История на групата
Bobo & The Gang е първият в България хип-хоп проект с live[поясни] музиканти, авторска музика и рими на български език. Идеята за създаването на групата идва от Росен и Бобо. Бандата свири заедно за първи път през 2010 година на Grolsch Block Party пред Народния театър в София. През 2014 г. в YouTube канала на Facing The Sun е публикуван първият хип-хоп концерт на групата в поредицата StudioLive, продуциран от Росен Ватев, съвместно с пловдивския лейбъл C.T.P Records. Същата година, наред със заснемането на видеоклипове, музикантите реализират успешни концерти, подгряват Stereo MC’S на Ficosota Festival.
През 2017 излиза сънгълът „Не знам“, част от първия им албум „Говори“.
Групата работи над втория си албум, който предстои да бъде издаден. През 2019 г. излиза сингълът „Допамин“, който ще бъде част от албума.

## Състав
| Членове - Борислав Димитров – Бобо – вокали - Ангел Дюлгеров – китара - Росен Ватев – барабани - Ивайло Стайков – клавири - Борис Спасов – програминг - Стойко Милев – бас |  | Предишни членове - Волен Милчев – беквокал - Ярослав Хмелевский – беквокал |

## Дискография
- Говори (2017)